# Stazione di Soplases
La stazione di Soplases (in tedesco Bahnhof Inner-Riedl) era una fermata posta sulla ferrovia della Val Gardena che serviva l'omonima frazione (in ladino Soplajes) del comune di Santa Cristina Valgardena.

## Storia
La fermata venne messa in servizio contestualmente all'attivazione della linea di competenza, il 6 febbraio 1916, dopo cinque mesi di lavori.
La gestione dell'infrastruttura era curata inizialmente dalle Ferrovie Regie Imperiali dell'impero austro-ungarico (KuK). Nel 1918, al termine della prima guerra mondiale, il territorio della provincia di Bolzano passò sotto la giurisdizione dell'Italia: il governatore militare Guglielmo Pecori Giraldi decretò pertanto che la gestione della linea della Val Gardena (e quella delle relative stazioni) venisse affidata alle Ferrovie dello Stato.
In tale frangente la linea (nata per scopi legati alla logistica militare dell'esercito asburgico) venne fatta oggetto di alcuni interventi atti ad adibirla al trasporto di persone e merci a scopi civili. Completati i lavori, la ferrovia della Val Gardena (e con essa la fermata di Soplases) fu riattivata il 5 febbraio 1919.
La stazione seguì la sorte della linea di competenza: lasciata priva di adeguati interventi di miglioramento e potenziamento, la Chiusa-Plan cessò di esistere il 28 maggio 1960. Negli anni successivi tutte le infrastrutture (fermate e stazioni incluse), ormai cadute in disuso, furono demolite.

## Strutture e impianti
La fermata era priva di fabbricato viaggiatori e posta in un tratto ove il sedime ferroviario era rialzato rispetto al tracciato della Strada statale 242 di Val Gardena e Passo Sella. L'accesso al binario avveniva tramite una breve scalinata; i viaggiatori in attesa avevano a disposizione delle panchine scoperte. Dopo la chiusura della linea le strutture vennero demolite e sul sito della stazione venne realizzata una fermata per gli autoservizi interurbani, accanto alla quale è stato posizionato un pannello esplicativo con foto e dati storici inerenti alla cessata ferrovia.